# Viroflay
 Viroflay  es una población y comuna francesa, en la región de Isla de Francia, departamento de Yvelines, en el distrito de Versailles y cantón de Viroflay.

## Demografía
| 825 | 751 | 874 | 847 | 904 | 974 | 1 057 | 986 | 1 001 | 1 016 | 1 220 | 1 282 | 1 507 | 1 572 | 1 640 | 1 700 | 1 827 | 1 964 | 2 213 | 2 490 | 2 937 | 4 252 | 6 394 | 9 182 | 11 108 | 12 262 | 13 292 | 16 004 | 16 352 | 15 696 | 14 074 | 14 689 | 15 211 | 16 000 |
| Para los censos de 1962 a 1999 la población legal corresponde a la población sin duplicidades (Fuente: INSEE [Consultar]) |     |     |     |     |     |       |     |       |       |       |       |       |       |       |       |       |       |       |       |       |       |       |       |        |        |        |        |        |        |        |        |        |        |